# Método de Trefftz
Em matemática, o Método de Trefftz é utilizado para a solução numérica de equações diferenciais parciais, assim denominado em homenagem ao matemático alemão Erich Trefftz. Pertence à classe do método dos elementos finitos.
O método dos elementos finítos híbrido de Trefftz possui vantagens consideráveis, já identificadas desde sua elaboração O método convencional dos elementos finitos envolve a conversão das equações diferenciais que regem o problema em um funcional variacional, a partir do qual propriedades nodais - conhecidas como variáveis de campo - podem ser determinadas. Isto pode ser realizado substituindo soluções aproximadas das equações, gerando a matriz de rigidez do elemento finito, que combinada com todos os elementos aproximando o meio contínuo fornece a matriz de rigidez global. Aplicando as condições de contorno a esta matriz e resolvendo-a em seguida fornece um valor numérico para as variáveis de campo originalmente incógnitas.